# Makoto Teguramori
Makoto Teguramori (Prefectura d'Aomori, 14 de novembre de 1967) és un exfutbolista i entrenador japonès. Va dirigir la selecció japonesa, els Jocs Olímpics d'estiu de 2016.